# 一万田尚登
一万田尚登（日语：／ Ichimada Hisato ?，1893年8月12日—1984年1月22日），日本大分县人，银行家，曾任日本银行总裁、自由民主党顾问。

## 生平與逸事
1918年，毕业于东京帝国大学法学部毕业后，入日本银行。宙任该行营业局调查员。1923年，赴德国柏林任职。1925年回国后，历任该行京都分行行长、总行考查部长，1942年任考查局长，并兼任全国金融统制会理事。1944年，任日本银行理事。后任名古屋分行、大眼分行行长。1946年，任日本银行总裁。1949年，兼任日本银行政策委员会主席。1951年出席旧金山和会。1954年12月辞去日本银行总裁之职，连续出任鳩山一郎第一、二、三届内阁大藏大臣。1957年，任岸信介第一届内阁大藏大臣。1955年，以后备多次当选众议员。1967年从政界引退。
他是战后日本财政经济界的主要人物。他也是吉田茂推行亲美政策的经济方面的有力助手，多次代表日本政府到美国借款，同美国银行界有着多方面的联系。当时他被工商界称作是日本财界的教皇。在他担任鳩山内阁和岸信介内阁藏相时，不断扩大对重工业、化学工业的财政投资计划。若有《人与经济》、《霞盯杂话》等。
一万田自27歲起即因害怕禿頭而不再洗頭髮，平時只抹上大量髮油。他的目光銳利、面目深隆、說話一言九鼎，時有「法王」稱號（日文「法王」為中文教皇之義）。一万田能擁有此龐大的權力，不僅與當時日本银行的地位崇高有關，其與駐日盟軍總司令的關係深厚亦是原因。一万田就任日本银行总裁後的第一件事即拜訪麥克阿瑟，建立信賴關係。1950年11月，大型鋼鐵廠川崎製鉄的初代社長西山彌太郎欲在千葉投資5億日幣設立最新型鐵工廠，一万田對此大型投資則採否定態度。由於西山彌太郎是與松下幸之助披敵的企業家，當時有「天皇」的稱號，故時論有「法王對抗天皇」的說法。最後一万田並無法阻止西山的決心，建成的便是今日的「千葉製鉄所」。